# Hvalvatn

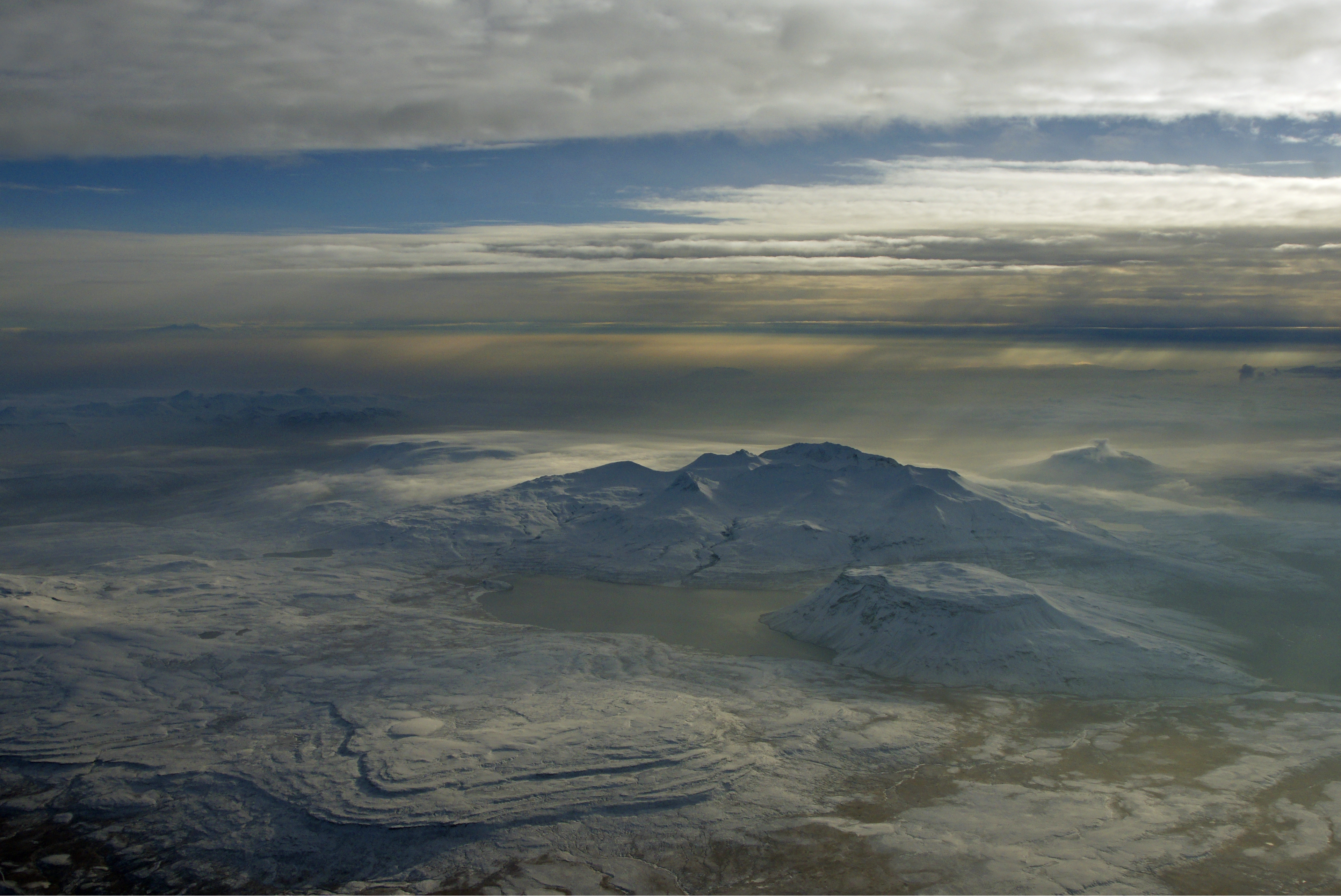
Flygbild över Hvalvatn.

Hvalvatn är en sjö på Island. Dess yta är 4,1 km2. Den når ett djup på 180 meter, vilket gör den till Islands näst djupaste sjö.